# Albert Hoffsten

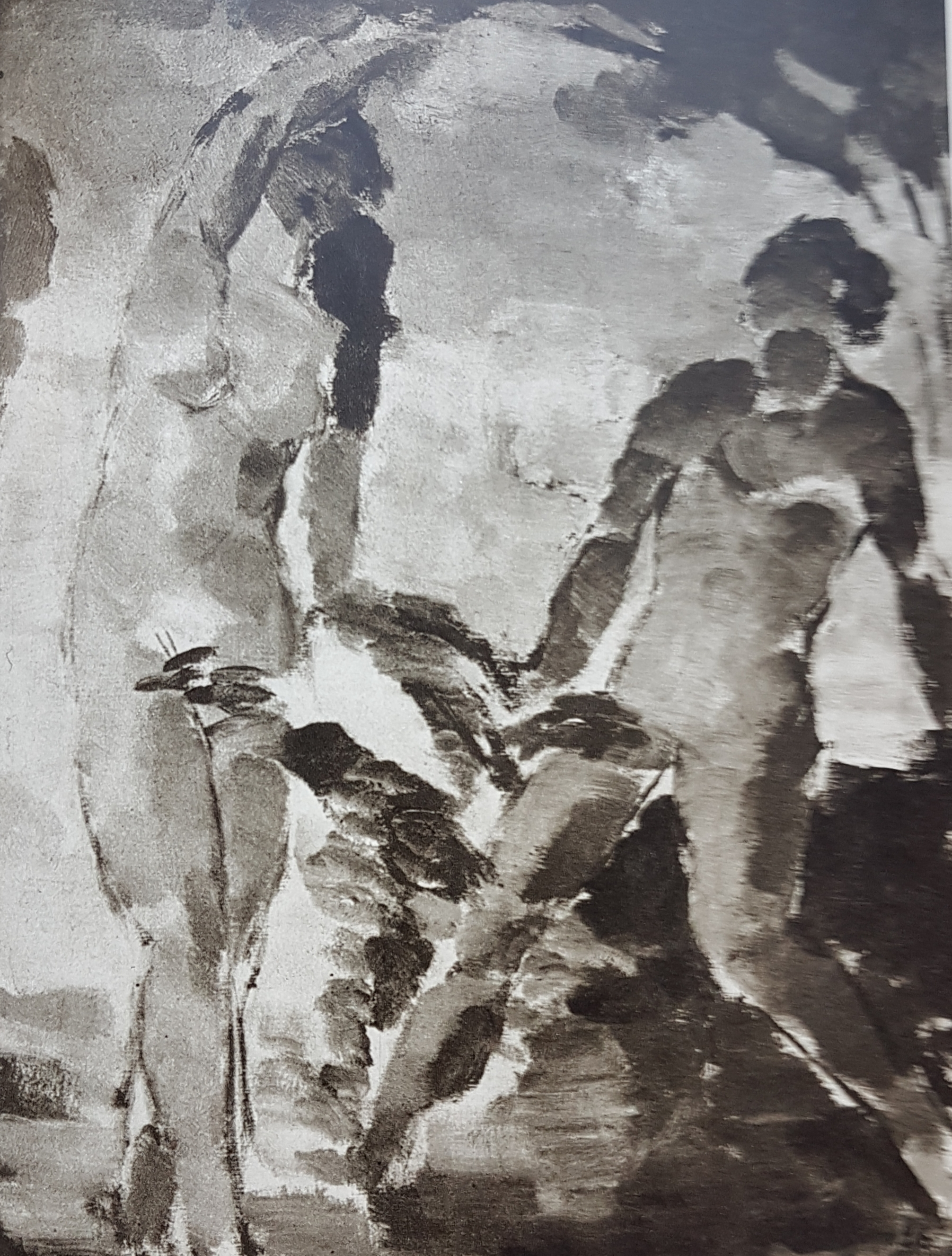
Adam och Eva

Edvard Albert Efraim Hoffsten, född 13 december 1887 i Stockholm, död 2 februari 1927 i Stockholm, var en svensk konstnär och tecknare.
Han var son till vaktmästaren Louis Hoffsten och Johanna Christina Landelius och från 1926 gift med Greta Wass. Hoffsten studerade vid Konstnärsförbundets skola i Stockholm och vistades därefter i Paris 1911-1912. Han slöt sig till konstnärsgruppen De unga 1910 och medverkade i gruppens utställningar 1910 och 1911. De följande åren medverkade han i samlingsutställningar med Konstnärsförbundet och Sveriges allmänna konstförening. Separat ställde han ut på Lilla utställningen 1926. Hans konst består av stilleben, figurer, porträtt och landskap i olja eller akvarell. Hoffsten är representerad vid Nationalmuseum, Moderna museet och på Waldemarsudde. En minnesutställning med hans konst visades på Lilla utställningen 1928.